# Velikij Ustjug
Velikij Ustjug in russo Вели́кий У́стюг? è una cittadina dell'oblast' di Vologda nella Russia europea, sita alla confluenza tra i fiumi Suchona e Jug, capoluogo del Velikoustjugskij rajon.

## Origine del toponimo
Il primo insediamento stanziatosi nell'area, il monastero di Gleden (Гледен), fu costruito nel punto in cui il fiume Jug (fiume del "Sud") confluisce nella Suchona, momento in cui il corso d'acqua prende il nome di Dvina settentrionale. In lingua russa il termine utilizzato per indicare la foce di un fiume è "ust'e" (устье). Questo, unito con il nome del fiume Jug (юг) ha formato il nome dell'insediamento, Ustjug (Устюг). Alla fine del XV secolo la città è stata poi insignita del titolo di "Grande" - Velikij (Великий).

## Storia
La città viene per la prima volta menzionata in una cronaca del 1207, quando la stessa faceva parte del Principato di Vladimir-Suzdal'. Nel 1212 vi fu fondato un monastero dedicato all'Arcangelo Michele. Situata allo snodo di importanti rotte commerciali, la città ebbe una significativa espansione economica ed industriale tra il XVI e il XVII secolo, per poi perdere gradatamente importanza fino a che, nel 1869, con l'apertura del canale di Suez, il fiume Suchona perse la propria importanza di collegamento fluviale tra la Cina e l'Europa occidentale. La città è oggi nota per la produzione di pregiati manufatti artigianali.
Dal 1998 la città è famosa per ospitare la casa del corrispettivo russo di Babbo Natale, Ded Moroz ("Nonno Gelo"), chiamata Votčina (Russo: Вотчина). La trovata fu dell'allora sindaco Yuri Luzkhov, e da allora quello che era un antico centro monastico e mercantile si trasformò in una meta turistica: solo nell’anno in cui fu inaugurata, la casa di Ded Moroz attirò 3.000 turisti, ed oggi è visitata ogni anno da 200.000 visitatori.

## Galleria d'immagini

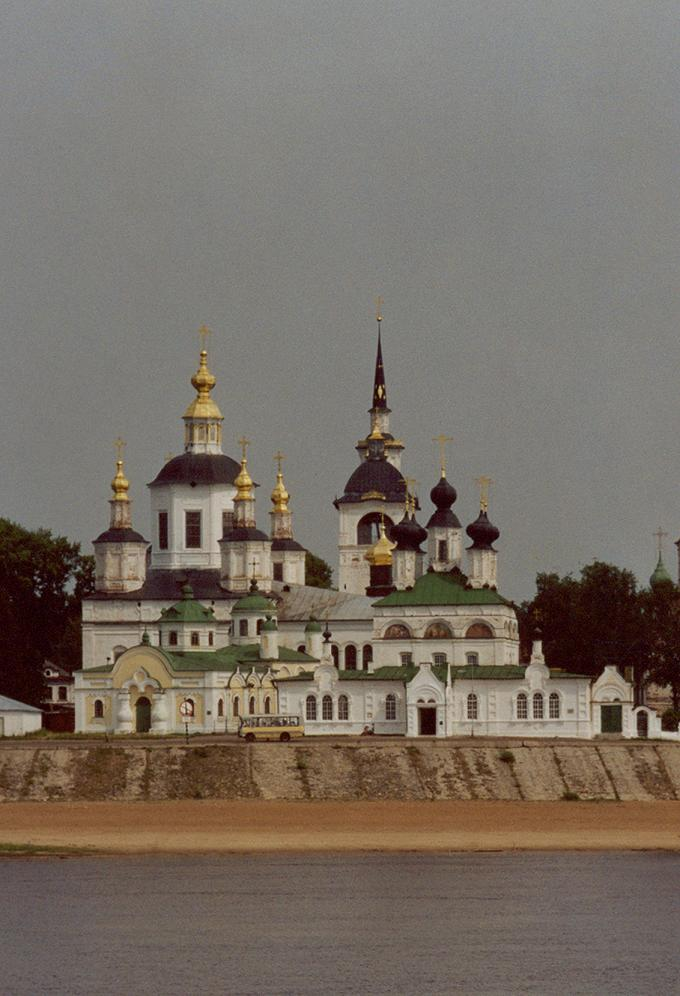
Vista della cattedrale di Velikij Ustjug dal villaggio Dymkovo.
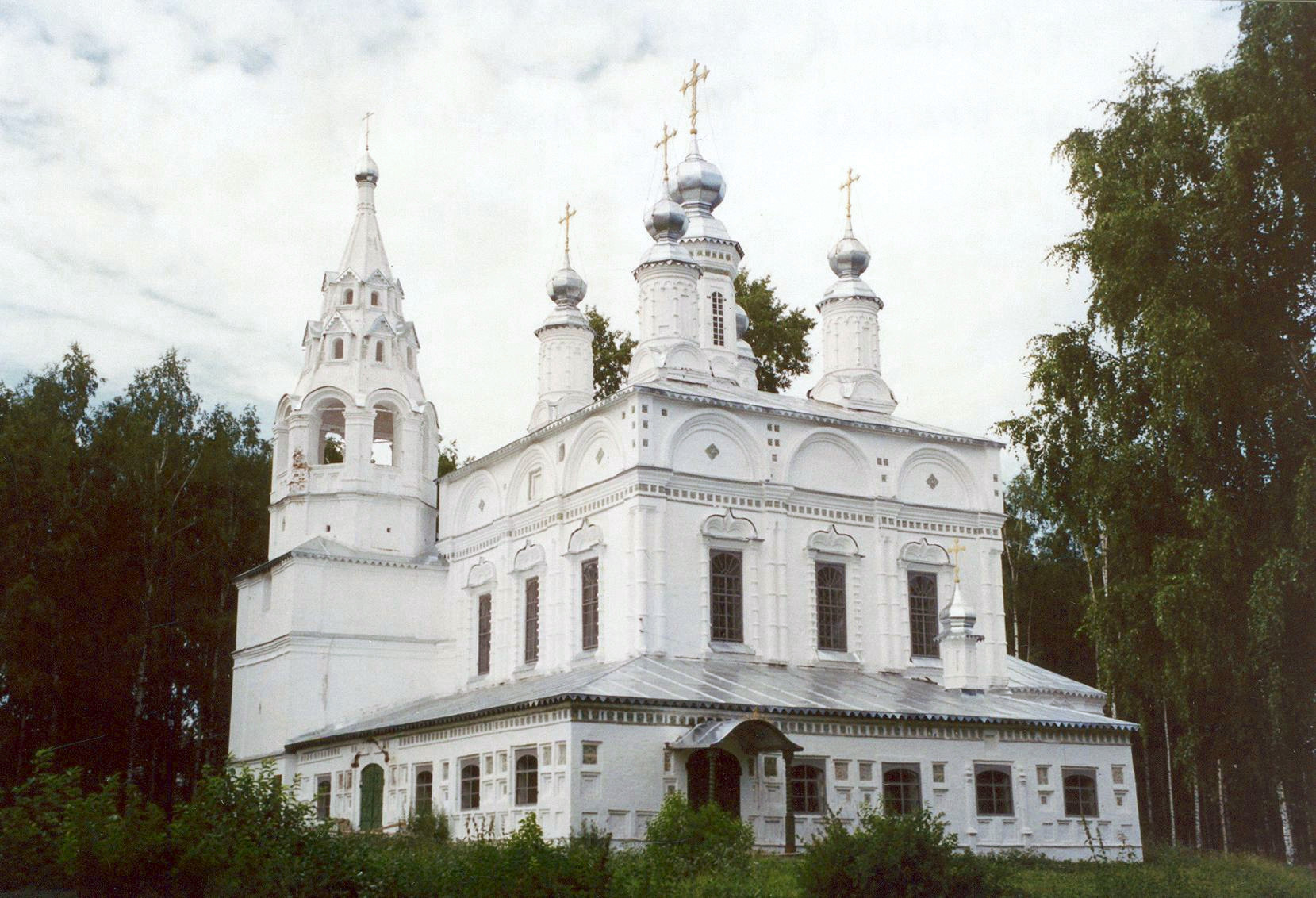
Cattedrale di Spaso-Preobraženskij in via Krasnaya.
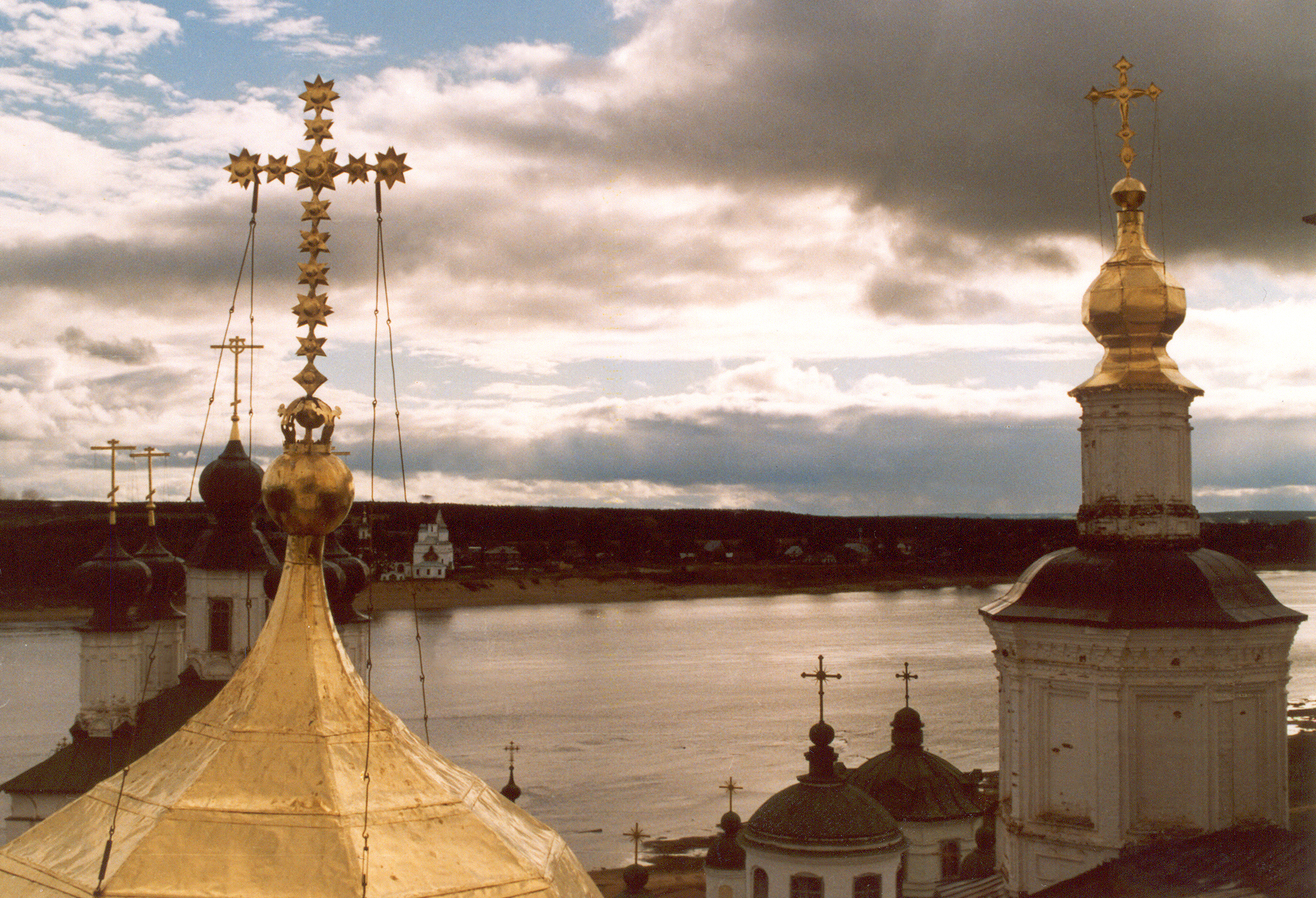
Vista del fiume Suchona dalla torre campanaria della cattedrale Uspenskij.
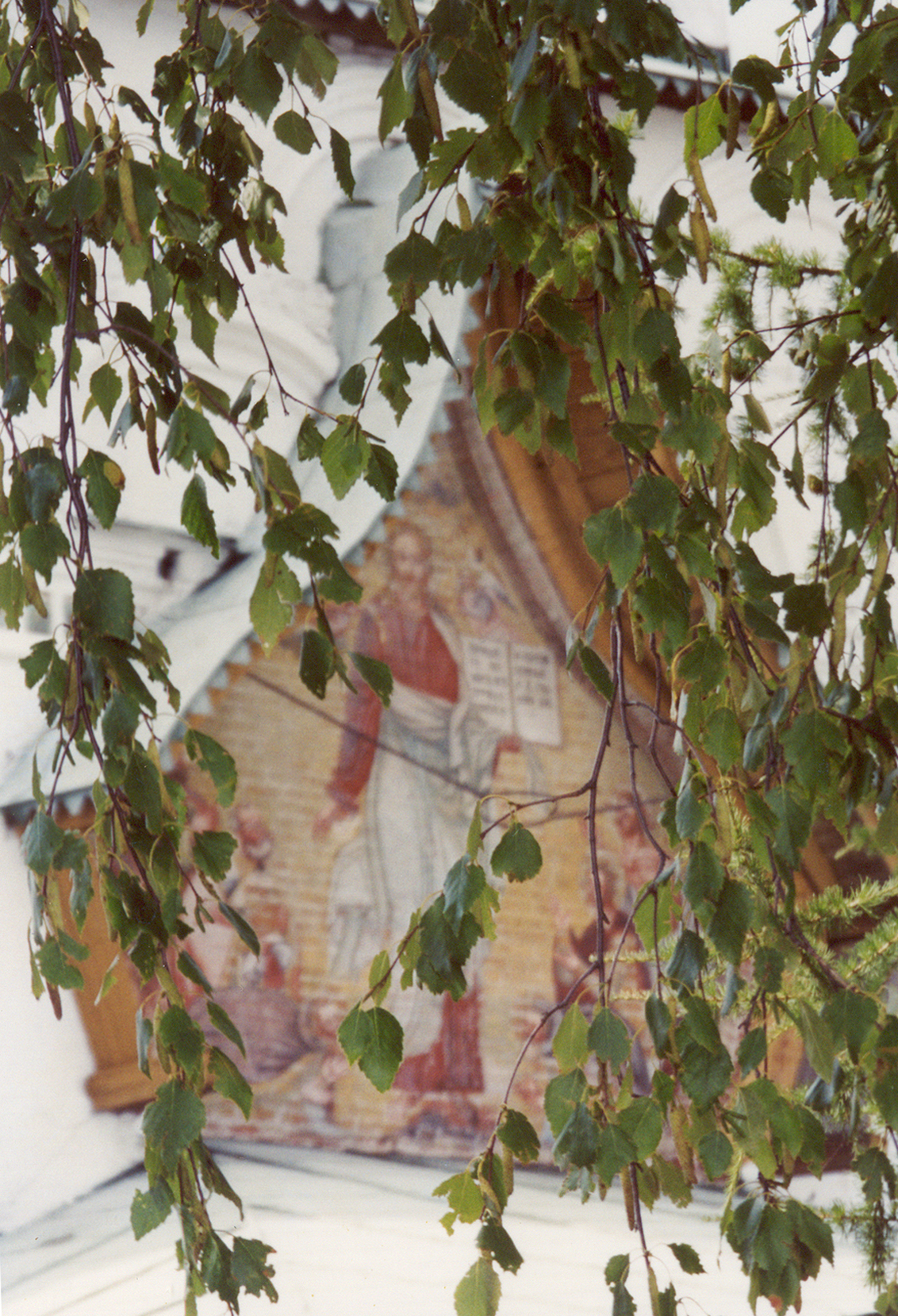
Portale della chiesa di San Demetrio nel villaggio di Dymkovo.
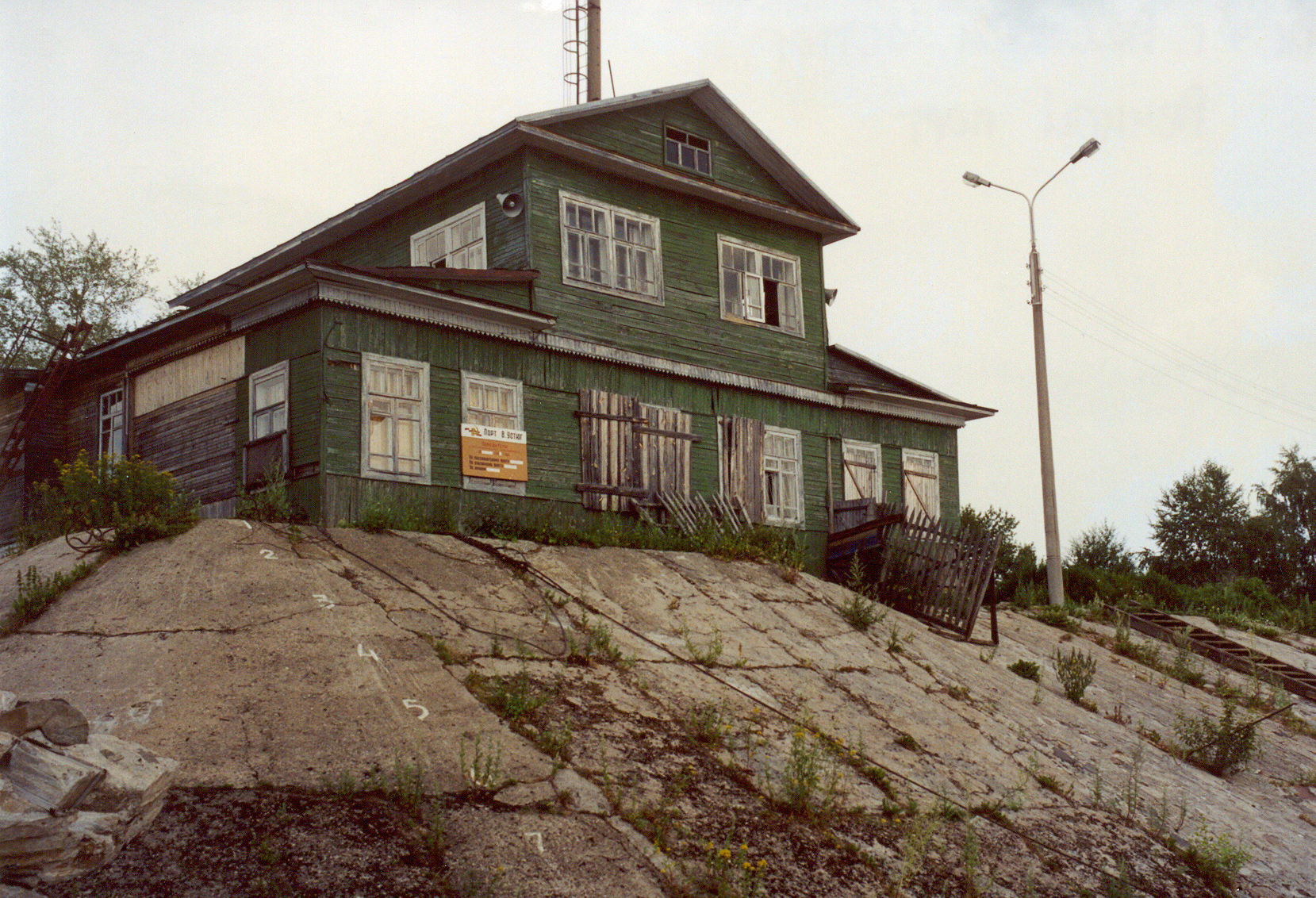
Porto fluviale della città.
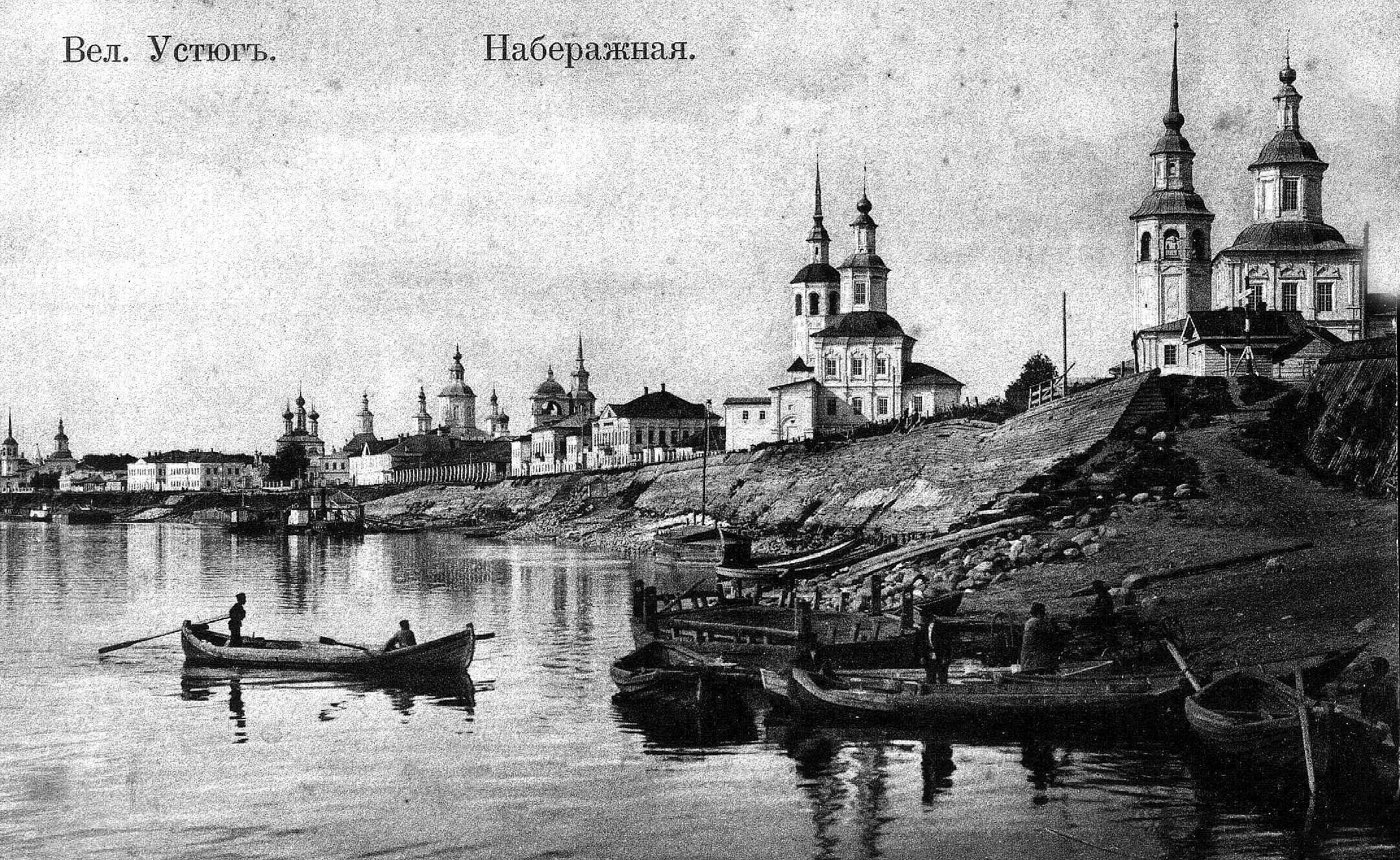
Imbarco a Velikij Ustjug.
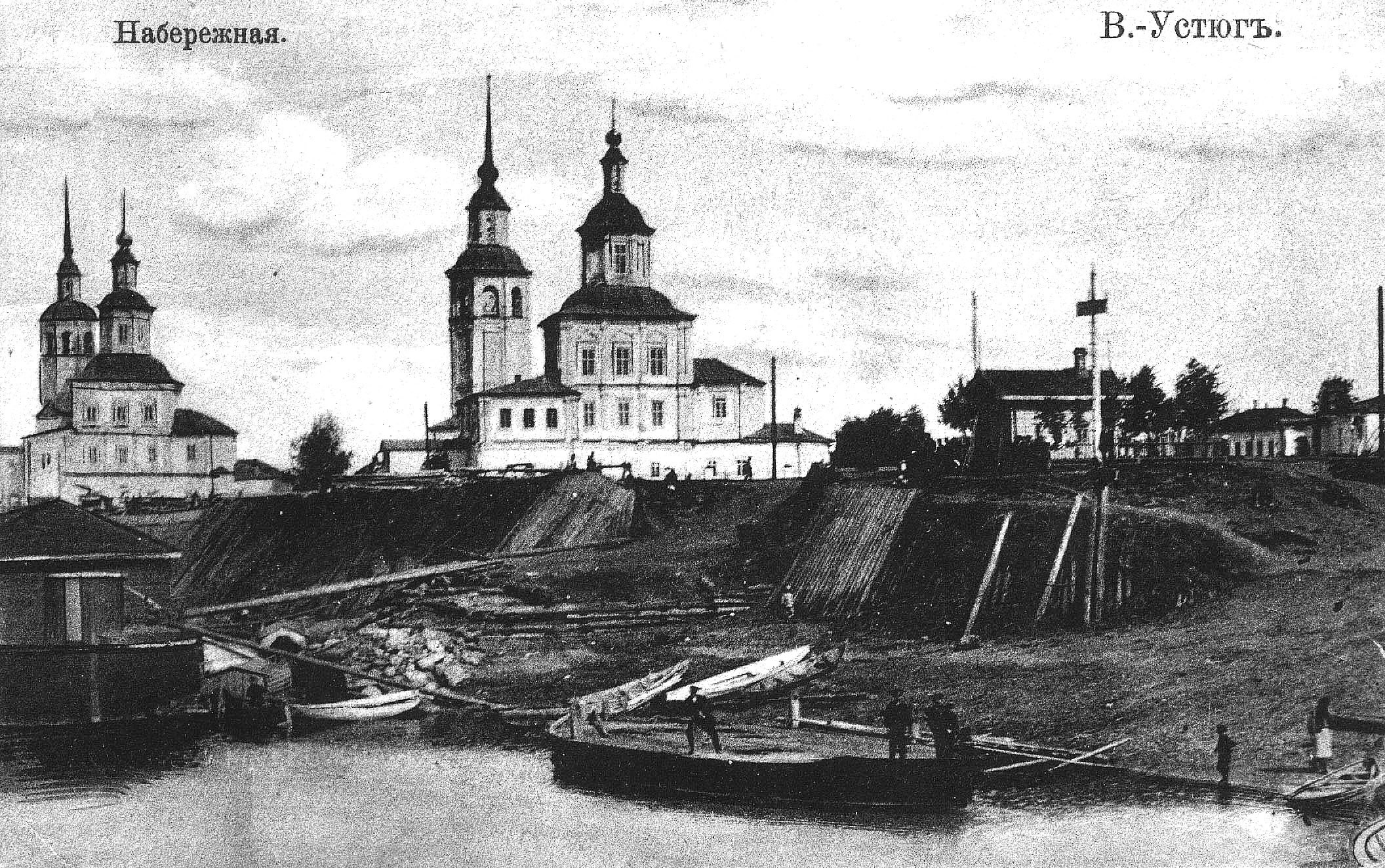
Imbarco a Velikij Ustjug in una raffigurazione di inizio secolo.
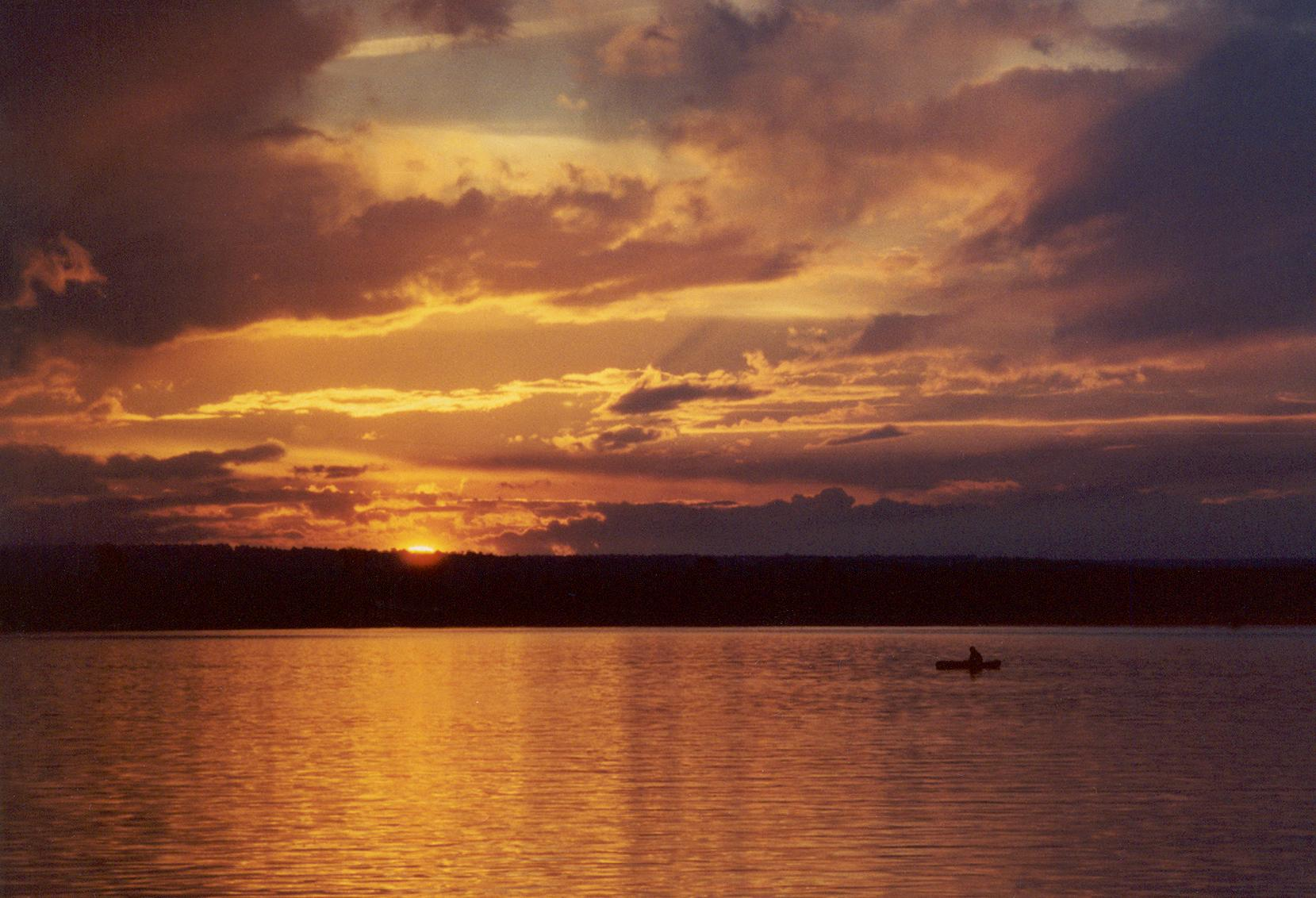
Tramonto sulla Suchona.
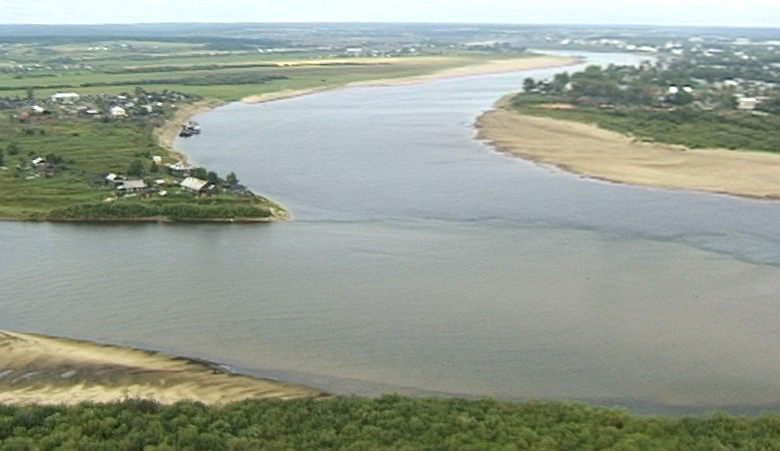
La Dvina settentrionale